# باو توريس (لاعب كرة قدم مواليد 1997)
باو توريس (بالإسبانية: Pau Torres) (16 يناير 1997 في إسبانيا - ) هو لاعب كرة قدم إسباني في مركز الدفاع. في نادي أستون فيلا.

## مسيرته الكروية
لعب باو توريس خلال مسيرته الاحترافية مع 3 أندية في 4 مواسم وسجل خلالها 3 أهداف ضمن 99 مباراة. ولم يفوز بأي موسم بالكأس أو بالدوري.
خاض باو توريس مسيرته مع نادي فياريال ب في موسم 2016–17 ولمدة موسمين، مشاركًا في 59 مباراة سجل خلالها هدفين. ثم انتقل إلى نادي فياريال في موسم 2017–18 لمدة موسم واحد، حيث شارك في مباراتين ولم يسجل أي هدف. لينتقل بعدها إلى نادي مالقا في موسم 2018–19 لمدة موسم واحد، مشاركًا في 38 مباراة سجل خلالها هدفا وحيدًا.

## وصلات خارجية
- باو توريس (لاعب كرة قدم) على موقع الاتحاد الأوربي (الإنجليزية)
- باو توريس (لاعب كرة قدم) على موقع قاعدة بيانات كرة القدم.إي يو (الإنجليزية)
- باو توريس (لاعب كرة قدم) على موقع ناشيونال فوتبول تيمز (الإنجليزية)
- باو توريس (لاعب كرة قدم) على موقع Soccerbase.com (لاعب) (الإنجليزية)
- باو توريس (لاعب كرة قدم) على موقع Soccerway.com (الإنجليزية)
- باو توريس (لاعب كرة قدم) على موقع عالم كرة القدم.نت (الإنجليزية)
- باو توريس (لاعب كرة قدم) على موقع أوليمبيديا (الإنجليزية)